# Антиризис
Антиризис — твір полемічної літератури кінця XVI століття. Повна назва — ′ΑΝΤΙ’Ρ′Ρ‘ΗΣΙΣ abo apologia przeciwko Krysztofowi Philaletowi, ktory niedawno wydaw ksiazki imienem starozytney Rusi religii greckiey przeciw ksiazkom o Synodzie Rrzeskim napisanym w R. P. 1597. W Wilnie. Przez Daniela Lanczyckiego R. P. 1600.
Твір було надруковано як відповідь греко-католицької сторони на «Апокрисис» Христофора Філалета (Мартина Броневського).

## Авторство
Твір було видано анонімно. Автором вважають Іпатія (Адама) Потія (1541–1613), релігійно-політичного діяча, єпископа Володимирського та Берестейського. Професор Кирило Студинський доводячи, що автором «Антиризису» був саме Іпатій Потій, вказує, що в «Антиризисі» є інформація, яку міг знати лише Потій — листування єпископа з князем Острозьким, пояснення до актів історичного змісту — такі теж міг дати лише Іпатій Потій — як чи не єдиний учасник цих же подій. Якщо і Потій не був автором, то співавтором чи укладачем певних матеріалів він був точно. Студинський як власні докази проводить розбір латиномовної передмови «Антиризиса» до Льва Сапіги та особистого листування Іпатія Потія з ним взятого з першого тому Archwum Domu Sapiechow. На основі їх аналізу він робить висновок про близькі стосунки Потія і Сапіги, їхню міцну дружбу. Адресація передмови саме Сапізі з яким Іпатій постійно радився і щодо своїх церковних справ дає підставу надати авторство над «Антиризисом» саме Іпатію Потію.
Як доказ авторства Потія над «Антиризисом» Студинський наводить фрагменти тексту з «Унії» Потія 1595 року та знайдені ним ідентичні уривки в «Антиризисі». Фрази сказані Потієм в «Унії», потім в «Антиризисі», врешті повторюються в «Гармонії» Потія 1608 року, що є ще одним доказом, що він автор «Антиризиса». Спільні моменти одночасно можна прослідкувати і в «Антиризисі», «Гармонії» та листах Потія до Сапіги.
Авторство Іпатія Потія підтримував науковець Микола Скабаланович. Він вважав, що авторство Потія підтверджують окремі дані і з самого «Антиризису» — фраза в посвяті Льву Сапізі та текстова схожість окремих фрагментів твору з листом Потія до князя Острозького від 3 червня 1598 року і «Відпис на лист Клірика Острозького…» автором, якого також є Потій. Про це він також зазначав у інших своїх працях.

### Альтернативна версія авторства
Перший хто порушив тему авторства «Антиризиса» був Ігнатій Стебельський. Він вважав, що автором був «корцирський грек Петро Аркудій», який приїхав з Риму в Русь з Іпатієм Потієм і працював там учителем. Його підтримував професор Голубєв. Він вказує, що Стебельський на якого посилається Скабаланович не знайомився з «Антиризисом» безпосередньо, тому невірно зазначив рік і мову видання та рік перекладу; автор «Перестороги», як і інші письменники вважає автором «Антиризиса» Потія лише тому, що анонімний «Антиризис» був виданий одночасно разом з (збірне видання) листом до князя Острозького та «Отписью» Іпатія Потія. Студинський підтверджує це історією з «Історією о флорентійскомъ соборѣ» — хоч і Клірик Острозький зазначив, що він лише вмістив твір в «Одпис…», а не є його автором. Більшість вчених зважаючи на одночасне видання обох творів автором вважали саме Клірика. Третій аргумент: схожість окремих текстових фрагментів «Антиризиса» до творів Потія. Голубєв вважає, що спільності у творах — щодо близької обрядовості в церквах, щодо позиції з питання захоплення церкви пані Браславської висловлювалися тоді всіма греко-католиками, а не лише одним Потієм, тому його належність до авторства є недоведеною.
Студинський погоджується з Голубєвим вказуючи, що єдність релігійних поглядів не є вагомим аргументом, потрібно навести більш індивідуальні спільності авторів — таких Голубєв не наводить. На авторство Потія, а не Аркудія вказує і загальний характер їх творів. Всі без винятку твори Потія носять полемічний характер — це видно в їх ідентичності, формі, мові, способі ведення полеміки, описові подій та відносин. «Антиризис» з-поміж цих творів не становить виняток. Твори Аркудія носили ж дещо інший характер — вони спокійні по тональності, мало оригінальні, мають багато перекладів та компіляцій. Тому Аркудій навряд чи зміг би написати «Антиризис».

## Дата та місце видання
Україномовний варіант твору було написано у 1599–1600 роках. «Антиризис» було надруковано польською мовою. Аналіз тексту «Антиризису» М. Скабалановичем доводить, що його було надруковано незабаром після Пасхи 1599 року (можливо 22 квітня), а переклад на польську мову надруковано у 1600 році. Оригінал та переклад твору було надруковано у Вільно.

## Зміст твору
Антиризис головним чином був направлений проти історичної частини «Апокрисиса». Щодо науково-богословської частини, то Іпатій Потій в «Антиризисі» їх згадує обережно, відповідає лише на деякі уривки, відсилає читачів за відповідями до Беллярміна котрий писав проти єретиків на яких посилається Христофор Філалет. Потій широко використовує голослівні обвинувачення проти Філалета, однак, зазначає, що відповідає не на всі «клевети» Христофора Філалета надаючи можливість зробити це «кому-нибудь болѣе ученому».
Яременко подає порівняння поглядів Христофора Філалета і відповідей на них Потія з деяких питань, що виникають в творах:
1. походження влади короля, митрополита, єпископів — земне чи божественне;
2. можливість участі світських осіб у церковних справах — можлива чи неможлива;
3. правомірність проведення соборів в Бересті;
4. права православних церковних братств.[5]

## Вплив твору на подальшу полеміку
Надаючи можливість дати відповідь Христ. Філалету «кому-нибудь болѣе ученому» Потій цим самим фактично визнав свою некомпетентність в порівнянні з Христ. Філалетом, однак пропонує йому диспут знаючи, що Христ. Філалет не буде брати в ньому участі. Така позиція викликала критику і глумління автора «Антиризиса» зі сторони православних. Також з цієї ж самої причини «Антиризис» не отримав жодної персональної рецензії чи відгуку.
Полеміка Потія з Христ. Філалетом якогось помітного ефекту в масах читачів на користь унії не справила, а, навпаки, ще більше відтінила перевагу тієї справи, яку боронив автор знаменитого «Апокрисиса»

## Публікації

Сучасна публікація «Антиризиса»

1. «Антиризис» или апологія противъ Христофора Филалета въ двухъ текстахъ: западно-русскомъ (1599 г.) и польскомъ (1600 г.) // Русская историческая библиотека / Изд. Археографической комиссией. — С.-Петербург, 1903. — Т. 19. — Памятники полемической литературы в Западной Руси. — Кн. 3. — Ст. 477—982.
2. Hipacy Pociej Antirresis abo apologija przeciwko Krzysztofowi Philaletowi, który niedawno wydał książki imieniem starożytnej Rusi religiej greckiej przeciw książkom o synodzie brzeskim, napisanym w Roku Pańskim 1597 / Opracowali Janusz Byliński i Józef Długosz. — Wrocław: Wydawnictwo uniwersytetu wrocławskiego, 1997. — 285 s.
3. Гусева А. А. Издания кирилловского шрифта второй половины XVI века. Сводный каталог: в 2 кн.: кн. 2. — М., 2003. — Рис. 166.1-166.8 (факсиміле 16 арк. тексту).

## Місця зберігання
- Повний примірник польською мовою: Краків, бібліотека Чарторийських (Sygn. Cim.2492/I)
- Неповний україномовний примірник: Росія, Москва, РГАДА (БМСТ / СПК. № 16), зі збірки М. А. Оболенського (у 2004—2005 рр. примірник було відреставровано спеціалістами Державного-науково-дослідницького інституту реставрації РФ Е. Г. Соловйовою та Е. Е. Фроловою).